# シカソ圏
シカソ圏（シカソけん、フランス語：Cercle de Sikasso）は、マリ共和国の地方行政区画でシカソ州を構成する圏のひとつ。行政の中心地はシカソにおかれる。下級単位のコミューンは43団体あり、2009年の統計で人口は725,494人を数える。

## コミューン
シカソ圏には以下のコミューンがある。
- ベンカジ (シカソ圏)（fr:Benkadi (Sikasso)）
- ブランジオ（fr:Blendio）
- ダンデレッソ（fr:Danderesso）
- デンベラ（fr:Dembela）
- ディアラコロ (マリ共和国)（fr:Dialakoro (Mali)）
- ディオマテネ（fr:Diomaténé）
- ドゴニ（fr:Dogoni）
- ドゥーマナバ（fr:Doumanaba）
- ファマ (マリ共和国)（fr:Fama (Mali)）
- ファラカラ（fr:Farakala）
- フィンコロ（fr:Finkolo）
- フィンコロ・ガナドゥーグー（fr:Finkolo Ganadougou）
- ゴンガッソ（fr:Gongasso）
- カバラッソ（fr:Kabarasso）
- カボイラ（fr:Kaboïla）
- カフォジエラ（fr:Kafouziéla）
- カパラ (シカソ圏)（fr:Kapala (Sikasso)）
- カポロンドゥーグー（fr:Kapolondougou）
- キニャン（fr:Kignan）
- ケレラ (シカソ圏)（fr:Kléla）
- コファン（fr:Kofan）
- コロコバ（fr:Kolokoba）
- クーマンクー（fr:Koumankou）
- クーオロ（fr:Kouoro）
- クールーマ（fr:Kourouma (Mali)）
- ロブーグーラ（fr:Lobougoula）
- ミニコ（fr:Miniko）
- ミリア (マリ共和国)（fr:Miria (Mali)）
- ミッシリコロ（fr:Missirikoro）
- ナティアン（fr:Natien）
- ニエナ（fr:Niéna）
- ノンゴ＝ソーアラ（fr:Nongo-Souala）
- ンティジクーナ（fr:N'Tjikouna）
- パンペルナ（fr:Pimperna）
- サンザナ（fr:Sanzana）
- シカソ（Sikasso）
- ソクーラニ＝ミッシリコロ（fr:Sokourani-Missirikoro）
- テラ (マリ共和国)（fr:Tella (Mali)）
- ティアンカジ（fr:Tiankadi）
- ワテニ（fr:Wateni）
- ザンフェレブーグー（fr:Zanférébougou）
- ザンガラドゥーグー（fr:Zangaradougou）
- ザニエナ（fr:Zaniena）

## 政治
2009年6月16日に正義と団結のアフリカ・マリ政党民主主義同盟（fr:Alliance pour la démocratie au Mali-Parti africain pour la solidarité et la justice）所属のナンザガ・ディッサ（Nanzanga Dissa）が圏首長に選出される。